# Jüdischer Friedhof (Brumov)
Koordinaten: 49° 6′ 3,4″ N, 18° 1′ 17,3″ O

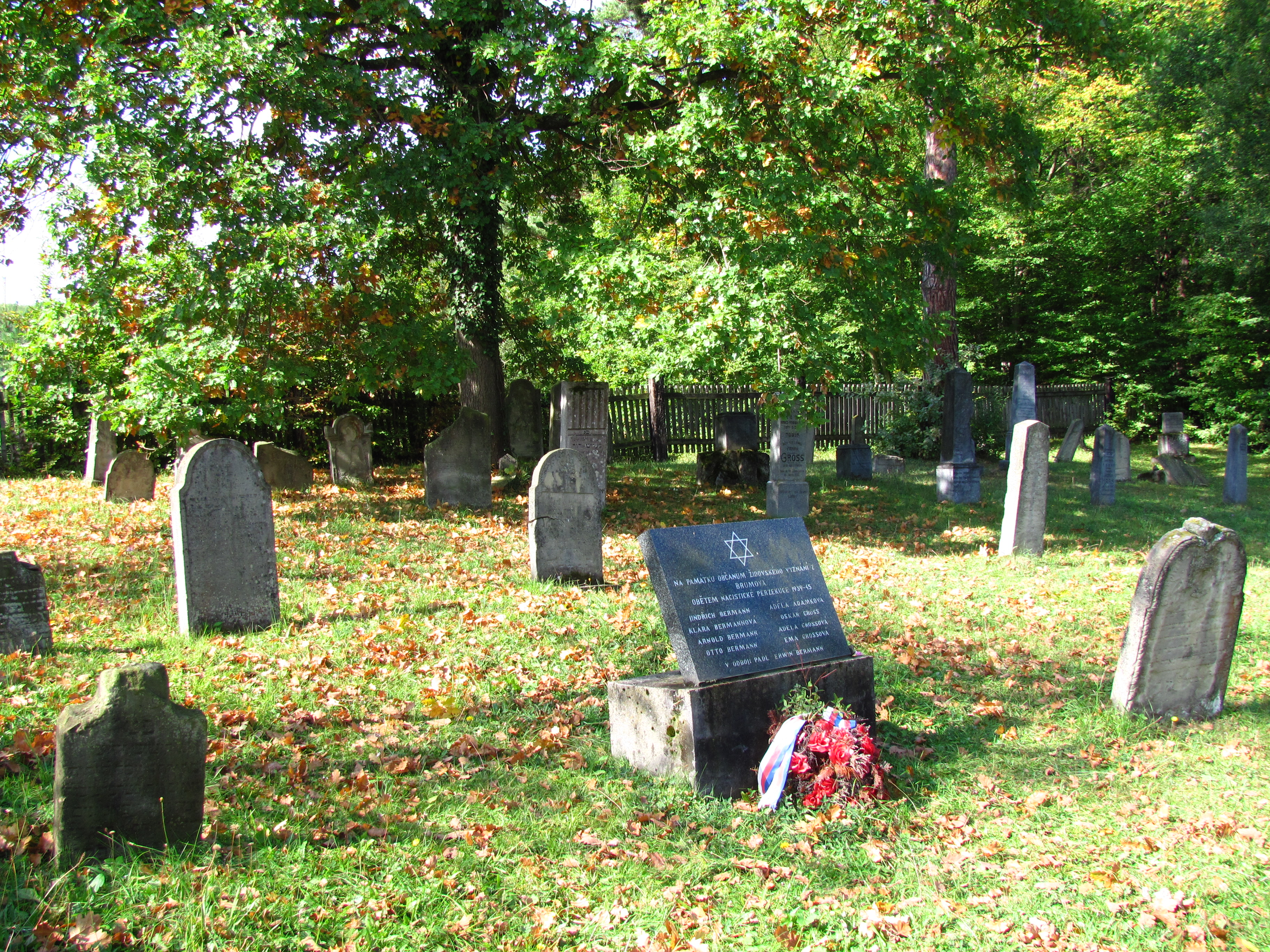
Jüdischer Friedhof in Brumov

Der Jüdische Friedhof in Brumov (deutsch Brumow), einem Stadtteil von Brumov-Bylnice im Okres Zlín in Tschechien, wurde Mitte des 18. Jahrhunderts angelegt. Der jüdische Friedhof ist seit 1988 ein geschütztes Kulturdenkmal.
Heute sind noch circa 75 Grabsteine auf dem Friedhof vorhanden.